# Leite de Castro
Joaquim Antônio Leite de Castro (17 maja 1903, zm. 22 lutego 1988) – piłkarz brazylijski znany jako Leite de Castro, napastnik.
Urodzony w São João Del Rey (stan Minas Gerais) Leite de Castro karierę rozpoczął w klubie Botafogo FR. Jako gracz klubu Botafogo był w kadrze reprezentacji podczas turnieju Copa América 1922, gdzie Brazylia zdobyła mistrzostwo Ameryki Południowej. Leite de Castro nie zagrał w żadnym meczu tego turnieju.
Razem z reprezentacją Brazylii Leite de Castro zwyciężył w turnieju Copa Julio Roca 1922, pokonując 2:1 Argentynę.
W 1925 roku został graczem klubu CR Flamengo.